# Badis ibn Mansur
Badis ibn Mansur (... – 1104) è stato un principe berbero, settimo sovrano degli Hammadidi che regnò brevemente a Bijaya, nell'odierna Algeria nel 1104.
Figlio di Mansur ibn Nasir, diventò principe alla morte del padre nel 1104. Deceduto però poco più tardi, gli succedette al trono il fratello Abd al-Aziz ibn Mansur.